# Marknadsföringsmodell

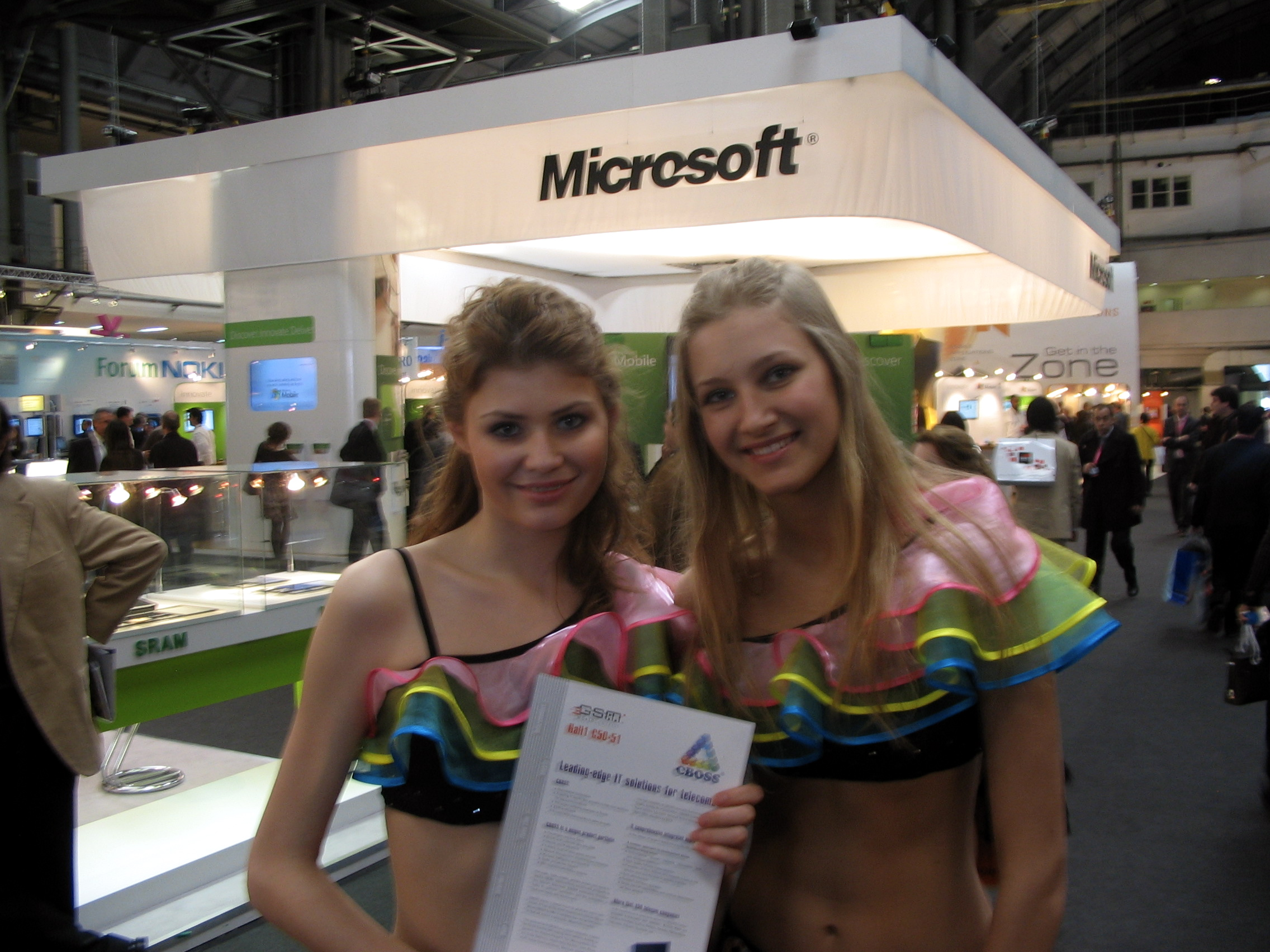
CBOSS-tjejer vid Mobile World Congress-mässan

En marknadsföringsmodell eller PR-modell är en modell som anlitats för att höja konsumenternas efterfrågan på ett specifikt företag, produkt, tjänst, ett varumärke, eller begrepp genom att direkt interagera med konsumenterna och göra det tilltalande.

## Allmänt
En stor majoritet av marknadsföringsmodeller är kvinnor och är vanligtvis attraktiva till utseendet. Deras jobb är att ge information om produkten eller tjänsten och göra det lockande för konsumenterna. Även om interaktionen kan vara kort, levererar marknadsföringsmodellen en live-upplevelse som speglar produkten eller tjänsten han eller hon representerar. Detta gör det möjligt för konsumenten att själv identifiera sig med produkten, tjänsten eller företaget.
Denna form av marknadsföring berör färre konsumenter för kostnaden än traditionell reklammedia (såsom tryck, radio och TV), men konsumentens uppfattning om ett varumärke, produkt, tjänst eller företag påverkas ofta mer av den personliga upplevelsen. Påverkan av denna typ av marknadsföring kan också vara mer bestående. Marknadsföringsmodeller interagerar ofta med många personer samtidigt för att maximera den kvantitativa påverkan på konsumenternas efterfrågan. PR-modellens ansvar beror på den särskilda marknadsföringskampanjen som genomförs, och kan omfatta:
- uttökad produktmedvetenhet
- ge information om produkten
- skapa en associering i konsumentens huvud mellan produkten eller varumärket och en viss idé (naturlig skönhet, sex appeal, tillförlitlighet)
- dela ut objekt till konsumenter, till exempel ett prov på själva produkten, en liten gåva, eller utskriven information

Marknadsföringskampanjer som använder sig av marknadsföringsmodeller äger ofta rum i butiker eller gallerior, mässor, speciella PR-event, klubbar, eller till och med utomhus i offentliga miljöer. De äger ofta rum på högtrafikerade platser för att nå så många konsumenter som möjligt, eller på platser där en viss typ av målgrupp förväntas vara närvarande.
I och med ändringar gällande sociala och affärsmässiga standarder har användningen av marknadsföringsmodeller minskat inom både byggbranschen och bil-mässor.

## Talesmodell

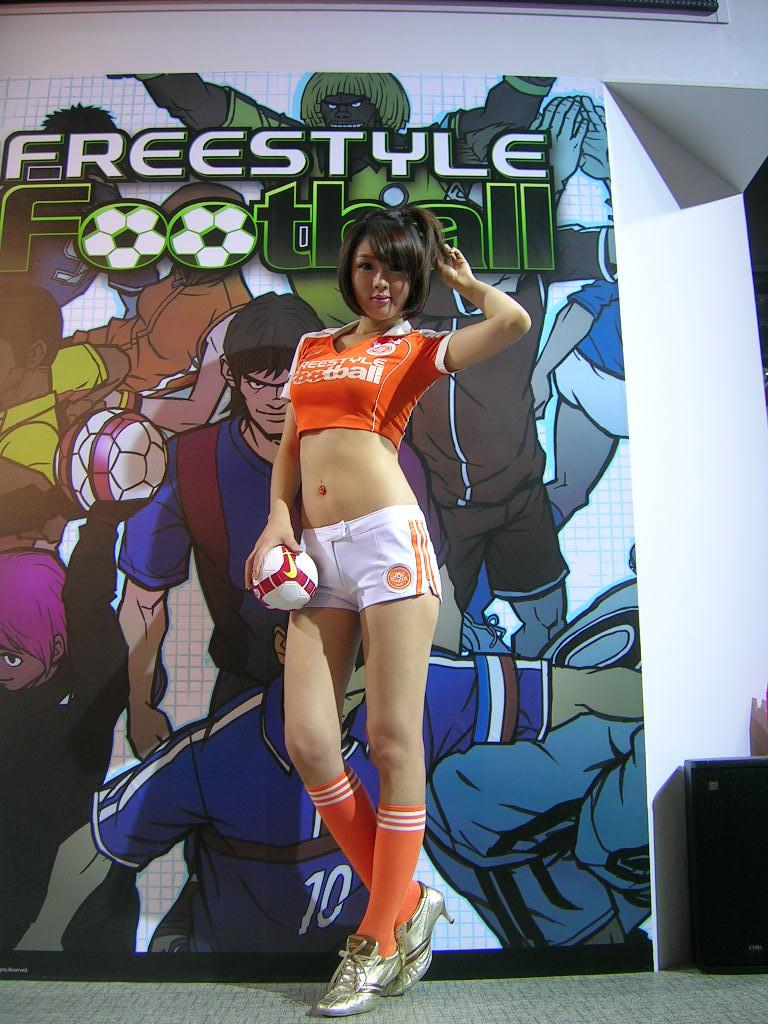
En modell vid 2008 års GStar Game Show i KINTEX (Seoul, Sydkorea

En talesmodell är en talesperson vars fysiska utseende bidrar till varumärkesvärdet.

## Mässmodell

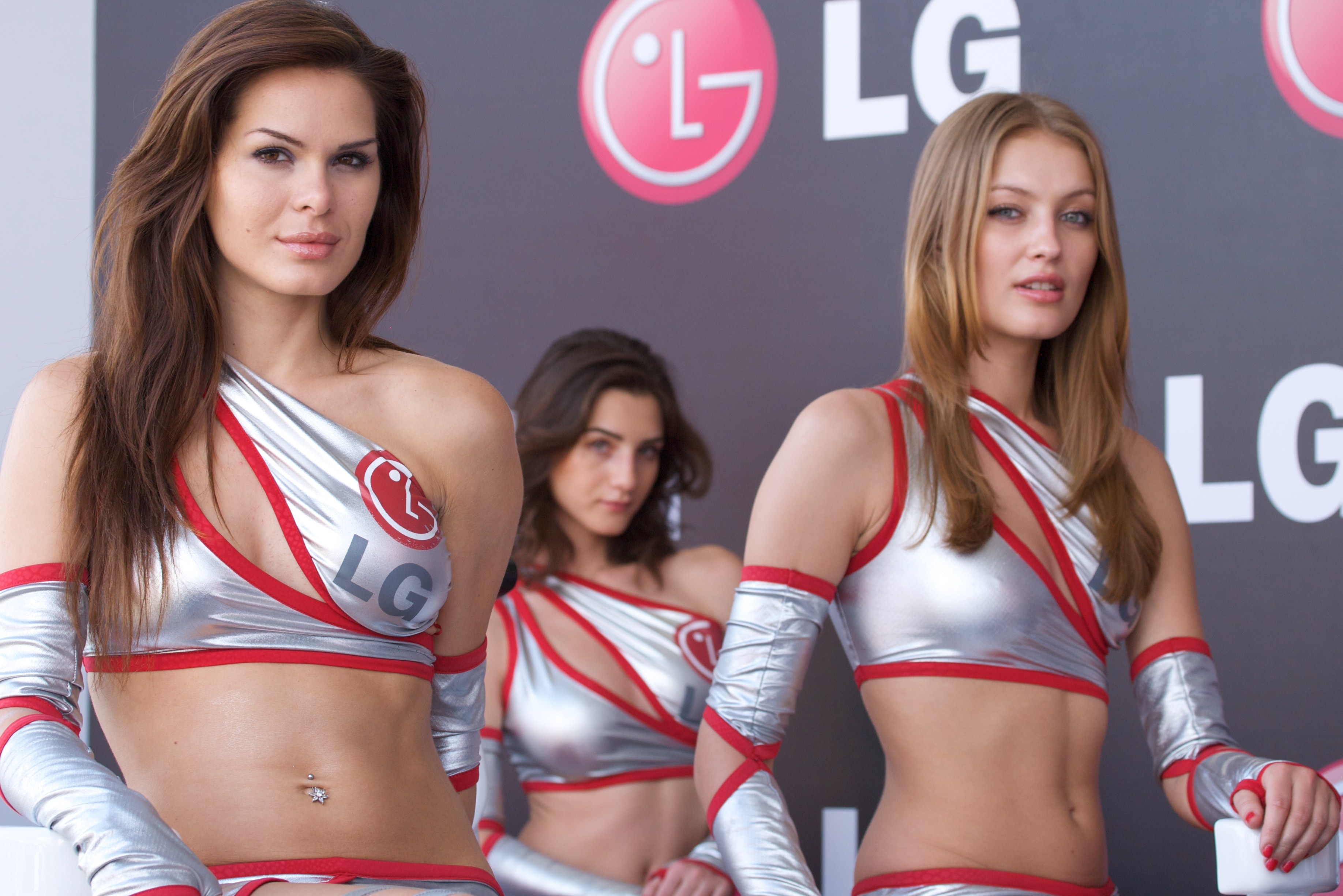
Modeller vid Turkiets Grand Prix, 2009

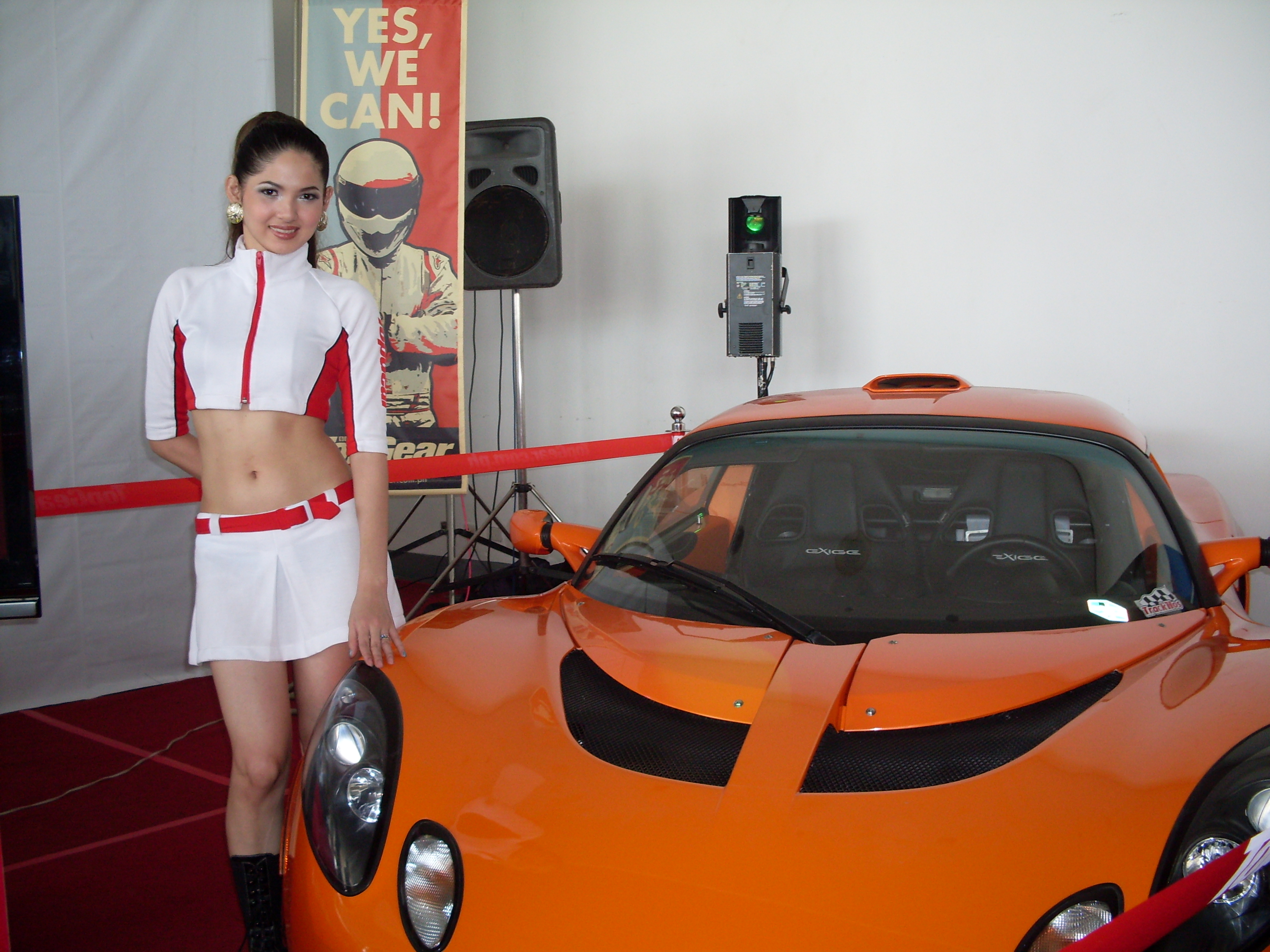
Modell vid en bilutställning

Mässmodeller jobbar i monters på olika mässor, och representerar ett företag för besökare. Mässmodeller är oftaste inte vanliga anställda på företaget, utan är frilansare anställda av företaget som äger montern. De anställs av ett flertal anledningar. Mässmodeller gör ett företags monter mer synlig och ser till att den skiljer sig från de hundratals andra montrar som alla konkurrerar om besökarnas uppmärksamhet. Utöver det är mässmodellerna vältaliga och lär sig snabbt och förklarar eller sprider ut information om företaget och deras produkter och tjänster. De kan även hjälpa företaget att hantera stora antal besökare som de annars kanske inte har tillräckligt med anställda för att klara av, och därav öka försäljningssiffrorna.
Klädsel varierar och beror på vad för typ av mässa det är, och vilken bild företaget vill förmedla. De kan bära klänningar eller företagskläder. De bär ibland kläder som är speciell för företaget, produkten eller tjänsten som de representerar. Slanguttrycket "booth babe" används ofta när man pratar om en mässmodell. Termen fokuserar på utseende, eller speciella kläder, som, beroende på typen av mässa, kan vara tematisk och sexig. Till exempel, vid en byggmässa kan modellen vara klädd som en byggnadsarbetare med korta byxor, tight t-shirt, verktygsbälte och hjälm. Kvinnor som jobbar på bilutställningar och liknande events kallas ofta 'car show girls' 'race queens', 'pit babes' eller 'Grid girls'.

## Konventmodell

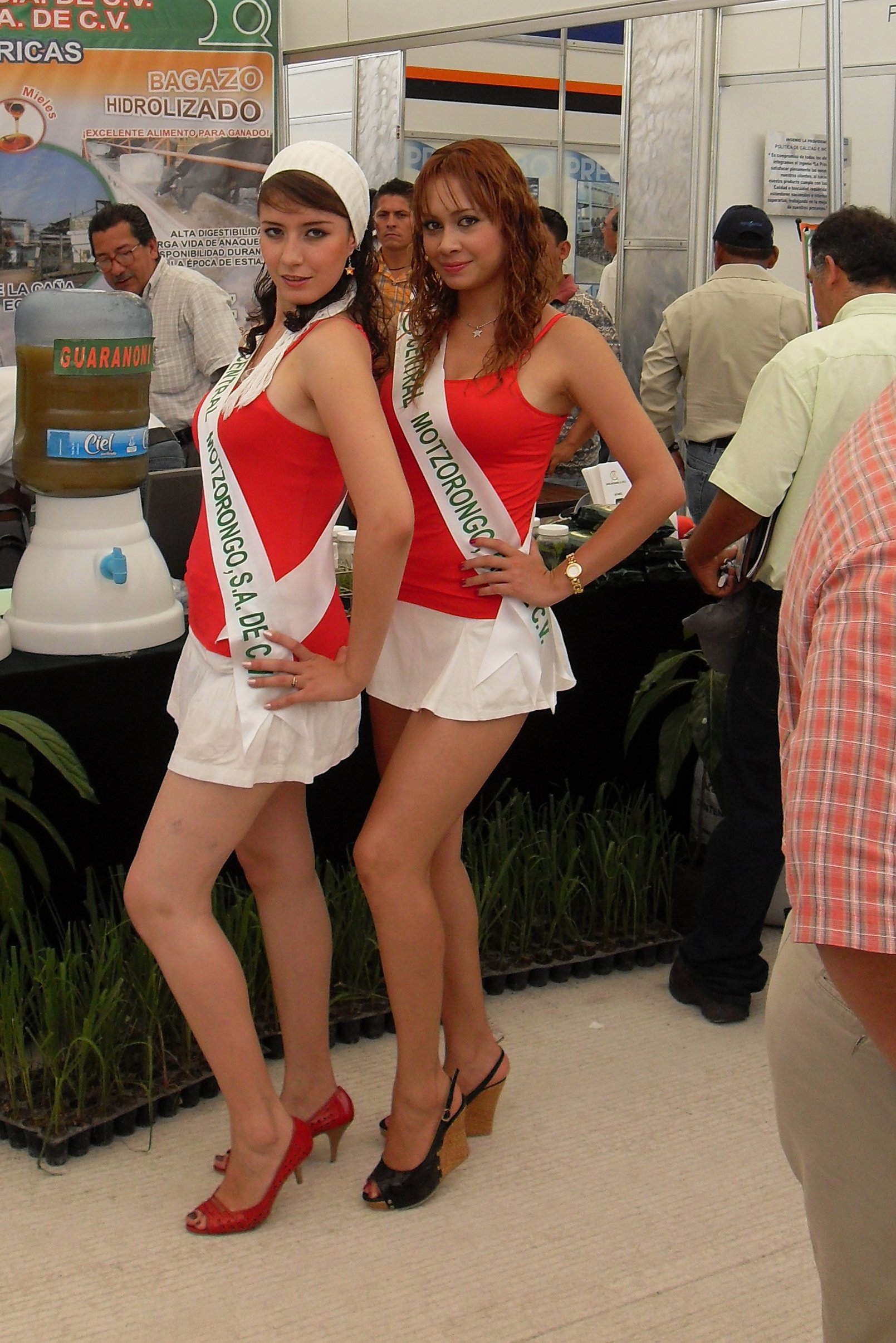
Konventmodeller på 2009 års ATAM-konvent i Mexiko

En konventmodell är en assistent som jobbar med företagets säljare vid ett konvent. De används för att locka besökare och ge dem basinformation om produkten eller tjänsten. Konventmodeller kan användas för att distribuera marknadsföringsmaterial eller samla kundinformation för framtida kampanjer.